# Giulio Corbo
Giulio Girolamo Gennaro Corbo (Avigliano, 17 aprile 1776 – Potenza, 26 dicembre 1856) è stato un politico ed economista italiano.

## Biografia

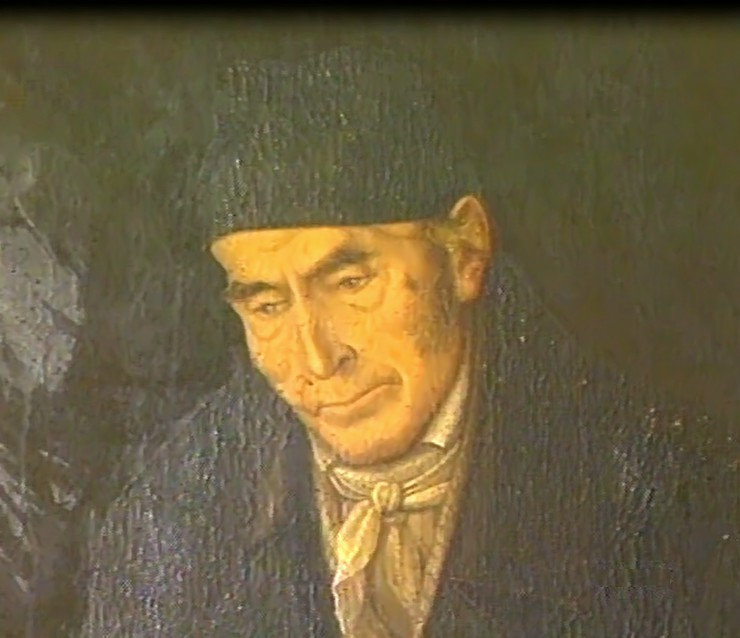

Nacque da un'antica famiglia nobile nella Terra di Avigliano, in Basilicata. La sua famiglia, assurta attraverso il conseguimento di estesi latifondi a primiceria del luogo, lo vide nascere nell'antico palazzo di famiglia dal dottore in utroque jure Nicola Corbo (1740-1806), già municipalista di Avigliano nel 1799 e dalla gentildonna Chiara Gagliardi. I nonni paterni erano il Magnifico Don Benedetto Nicolò Antonio Canio Bartolomeo Corbo (1691-1741), primo dei latifondisti aviglianesi e capo-fila del partito opposto al principe Doria e Donna Beatrice Martinelli, mentre i nonni materni erano il dottore in utroque jure Don Deodato Gagliardi e la nobildonna di Genzano Costanza dell'Agli. Un prozio materno, il conte Carlo Gagliardi era stato vescovo di Muro Lucano e docente presso l'università partenopea. Un prozio paterno, invece, Don Domenico Antonio Gerardo Giulio Corbo (1685-1765), era stato per lunghi anni arciprete e principale riferimento della chiesa aviglianese. Egli venne dunque a formarsi inizialmente in un tale  spirito culturale e famigliare, per poi trasferirsi come da consuetudine per i giovani delle province del Regno di Napoli, nella capitale del Regno per completare gli studi, iniziati tra Avigliano, Potenza e Bella.
Dopo aver terminato gli studi di diritto a Napoli, alla proclamazione della Repubblica Napoletana, il 21 gennaio 1799, aderì pienamente agli ideali repubblicani, antifeudali ed antiborbonici. Fu, pertanto, inviato, con Carlo Corbo, figlio di un cugino, ad Avigliano dal Governo provvisorio della Repubblica, per dirigere le operazioni della locale Municipalità repubblicana.
Alla caduta della Repubblica, nel giugno, fu arrestato e condannato all'esilio. Riuscì, dunque, ad esulare trovando rifugio in Francia, prima a Marsiglia e poi a Parigi.
Tornato in Italia, visitò molte città, tra le quali Pavia, Bologna e Firenze, ebbe rapporti intensi con Vincenzo Cuoco e  ritornò nella nativa Basilicata nel 1802.
Durante il Decennio Francese fu incaricato, come presidente della statale Società di Agricoltura, voluta fin dal 1810 da Gioacchino Murat, dal Ministro dell'interno Giuseppe Zurlo di redigere il rapporto statistico per la Basilicata: il risultato, un'unione dei rapporti parziali su demografia, economia e società della provincia, fu raccolto in forma grezza dal Corbo e spedito a Napoli, dove confluì nella cosiddetta Statistica Murattiana del 1811. Partecipò, inoltre, alla repressione del brigantaggio una volta entrato nella Milizia Provinciale, dove diventò comandante di un battaglione.
Corbo, rimasto nei ranghi dell'amministrazione anche dopo la restaurazione borbonica, fu uno degli esponenti di punta della rivoluzione costituzionale del 1820-21, in quanto alto dignitario della Carboneria che tale rivoluzione mise in movimento nelle province.
Ebbe, comunque, i favori di Ferdinando II di Borbone, che lo nominò prima Cavaliere ereditario e successivamente, con il decreto del 13 maggio 1848, Pari del Regno. Tale favore derivò dal fatto che il Corbo, negli ultimi anni della sua vita, lasciò il movimento liberale per la lealtà al sovrano borbonico.